# Sant Lluís Rei del Fort Libèria
Sant Lluís Rei del Fort Libèria és la capella del Fort Libèria, del terme comunal de Vilafranca de Conflent, a la comarca del Conflent, de la Catalunya del Nord.
És situada a l'interior del Fort Libèria, situat damunt i al nord de la vila.